# Karelitschy

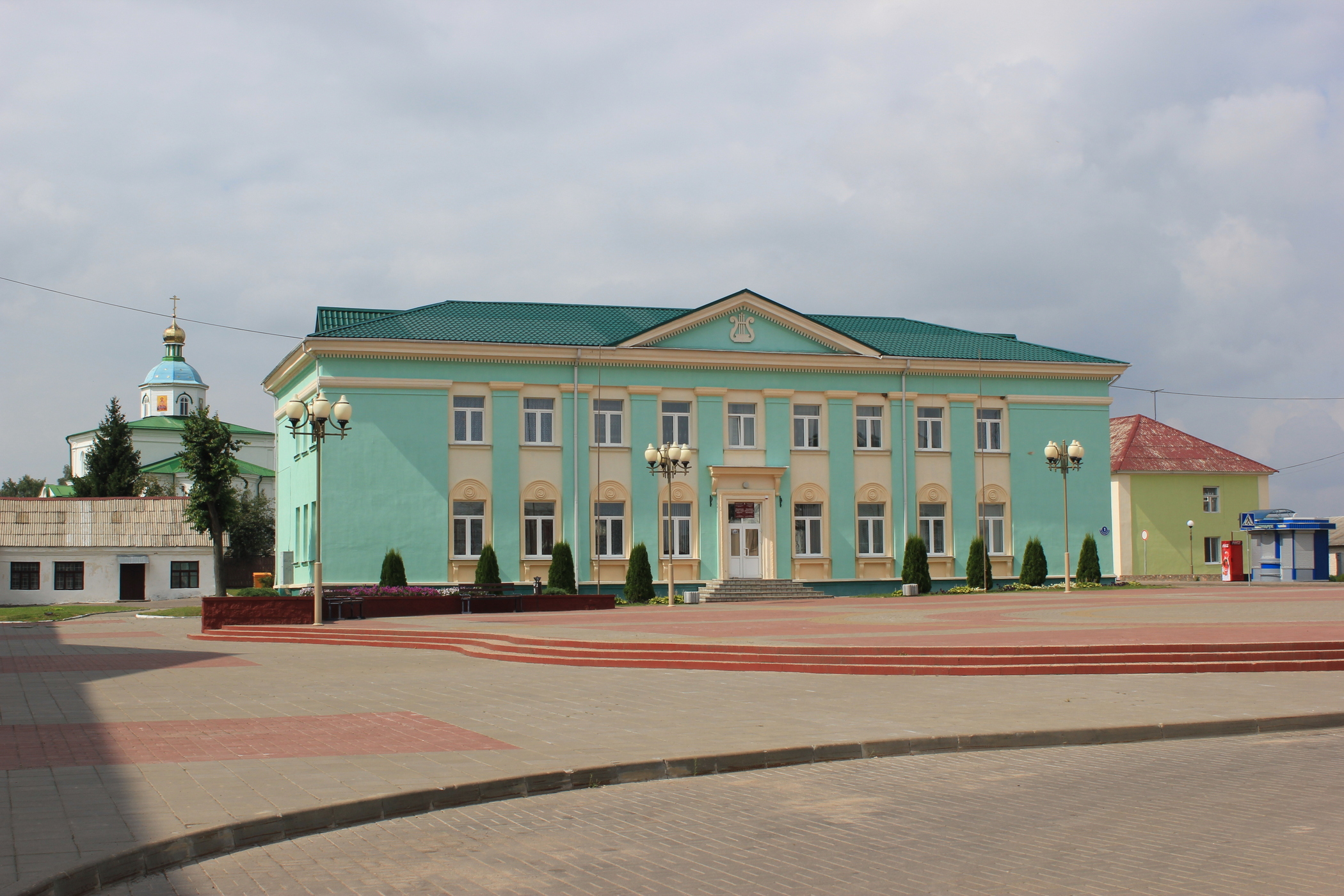
Rathaus in Karelitschy

Karelitschy (auch Korelitz; belarussisch Карэлічы Kareličy, polnisch Korelicze, litauisch Koreličiai, jiddisch קארעליץ Korelitz) ist ein Ort in Belarus.
Karelitschy ist der Hauptort des Rajon Karelitschy und liegt in der Hrodsenskaja Woblasz. Der Ort zählte im Jahre 1897 1.840 und im Jahre 1931 1.300 jüdische Einwohner.

## Söhne des Ortes
- David Einhorn (1886–1973)
- Jizchak Katzenelson (1886–1944)